# Jilemnice
Jilemnice là một thị trấn thuộc huyện Semily, vùng Liberecký, Cộng hòa Séc.